# Magyarországi Keresztyén Testvérgyülekezetek
A Magyarországi Keresztyén Testvérgyülekezetek (MKTGY) a Keresztyén Testvérgyülekezetek magyar ága, amely az országon túl Erdélyben is jelen van.

## Történelem
Bár a két világháború között államilag nem tiltják be, de tagjait üldözik, egyes településeken összejöveteleiket megtilják.
Függetlenségre tudott szert tenni még a politikai diktatúrák idején is.
1944-ben más szabadegyházakkal (az adventista, baptista, metodista egyházakkal és néhány azóta megszűnt közösséggel) együtt részt vettek a Szabadegyházak Szövetsége megalapításában, majd ennek 1951-ben átszervezéssel létrejött jogutódjában, a Magyarországi Szabadegyházak Tanácsában is, amelyhez később öt másik egyházi közösség is csatlakozott.
Amíg volt általános hadkötelezettség, előnyben részesítették a fegyver nélküli katonai szolgálatot ill. a polgári szolgálatot, de nem zárkóztak el a hadkötelezettségtől. Tagjaik személyes döntésére bízták, hogy vállalják-e a fegyveres szolgálatot vagy sem.
Kiemelkedő képviselőik hazánkban a II. világháború után Dr. Kiss Ferenc orvosprofesszor és Ungár Aladár.
2012-ben indoklás nélkül visszavonták a Testvérgyülekezetektől az egyházi státuszt, noha elmondásuk szerint a törvényi követelményeknek megfeleltek. Továbbiakban vallási tevékenységet végző egyesületként vannak bejegyezve, kialakított hitvallással és alapszabállyal. Ez a hitéleti és gyakorlati tevékenységüket érdemben nem zavarja, mivel sem a múltban, sem a jelenben az államtól pénzügyi támogatást nem fogadtak el és nem is akarnának elfogadni, mert ez ellenkezik attól a felfogásuktól, hogy az államtól maximálisan függetlennek kell leni.

## Szervezet

### Gyülekezetek
- Bakonycsernye
- Biatorbágy
- Budapest
- Debrecen
- Dunakeszi
- Heves
- Miskolc
- Bódvaszilas
- Nyékládháza
- Eger
- Győr
- Feldebrő
- Pilismarót
- Nagyér
- Szilágynagyfalu